# Výstražný trojúhelník

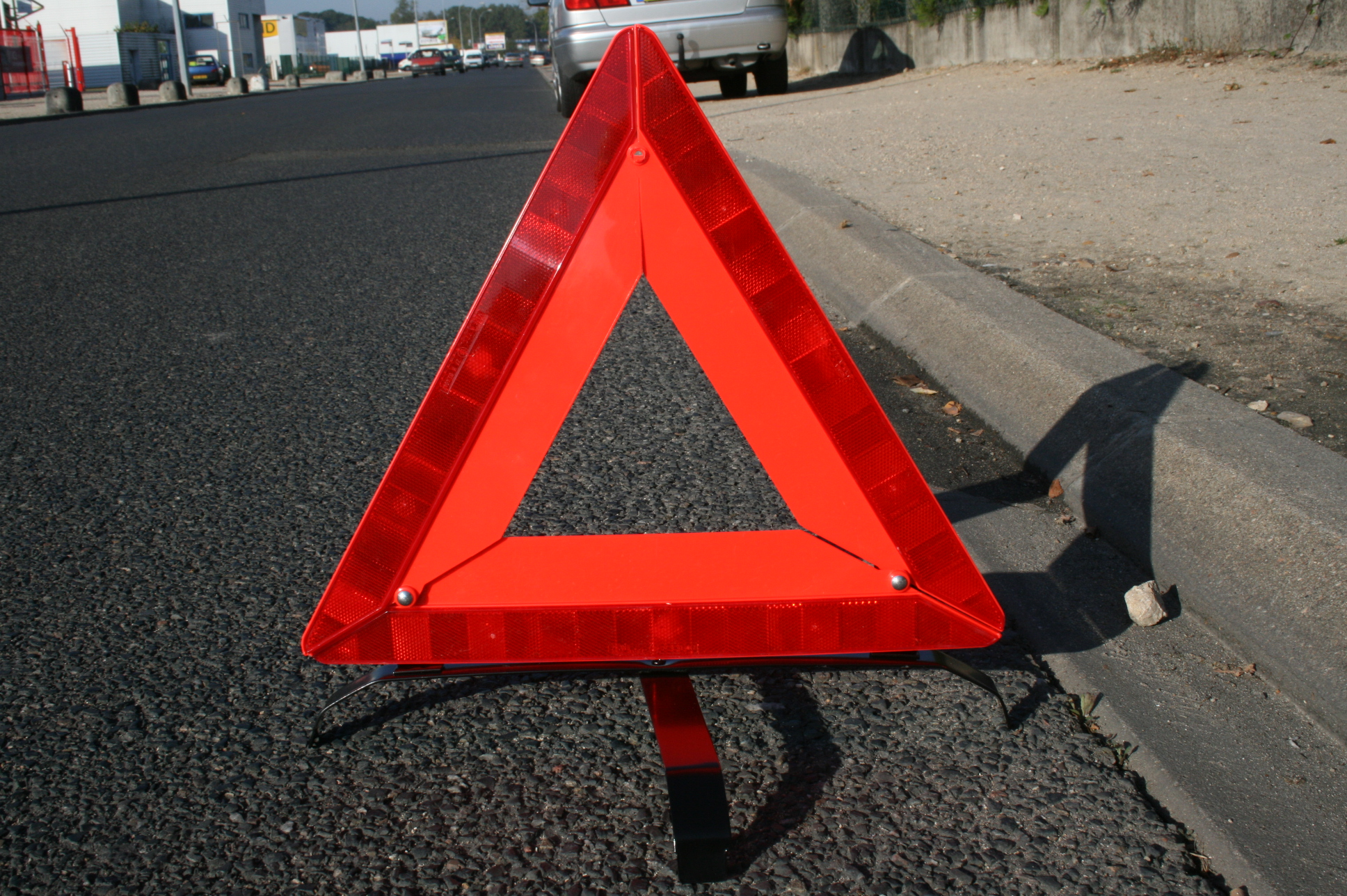
Výstražný trojúhelník umístěný na vozovce

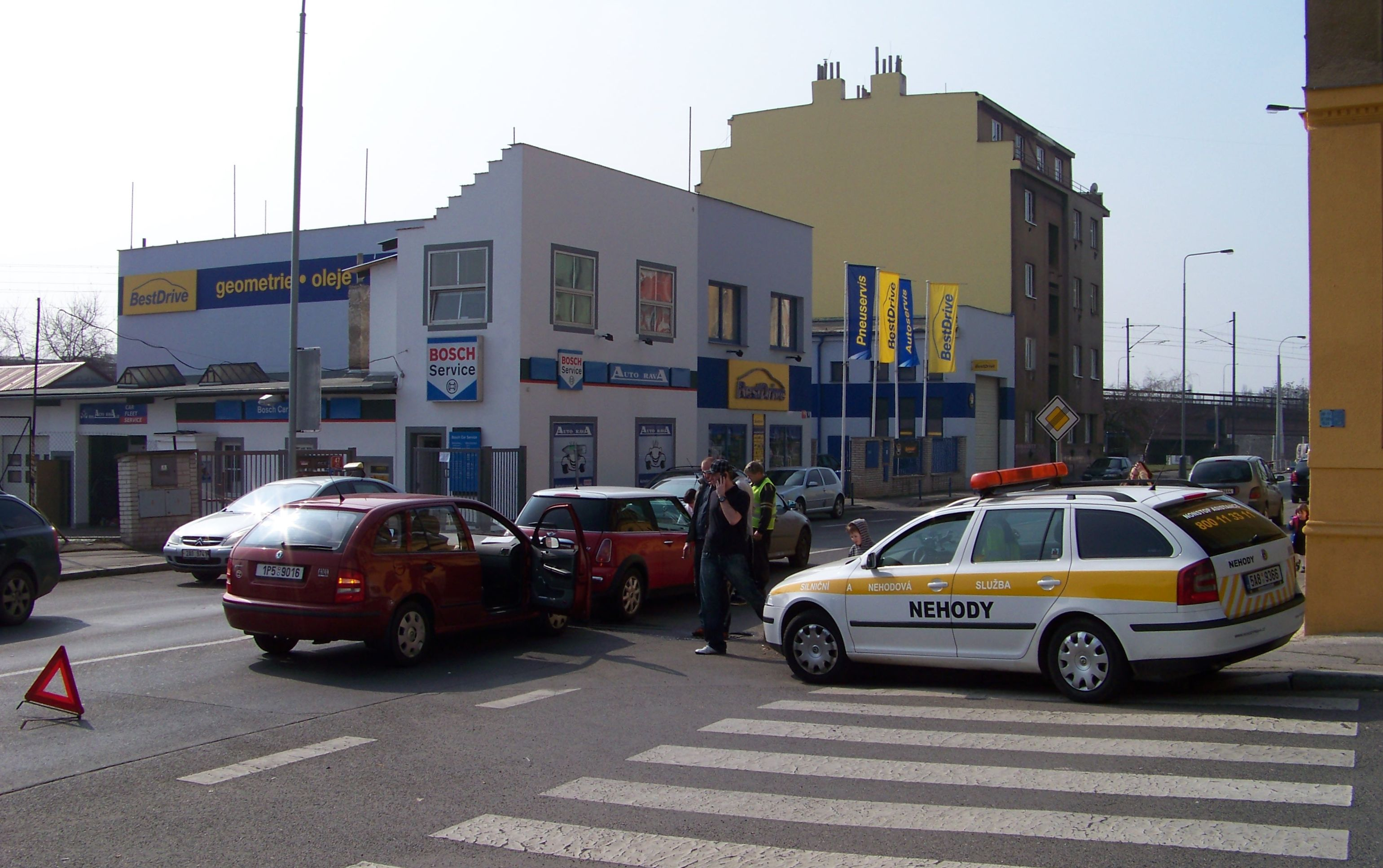
Použití výstražného trojúhelníku při dopravní nehodě

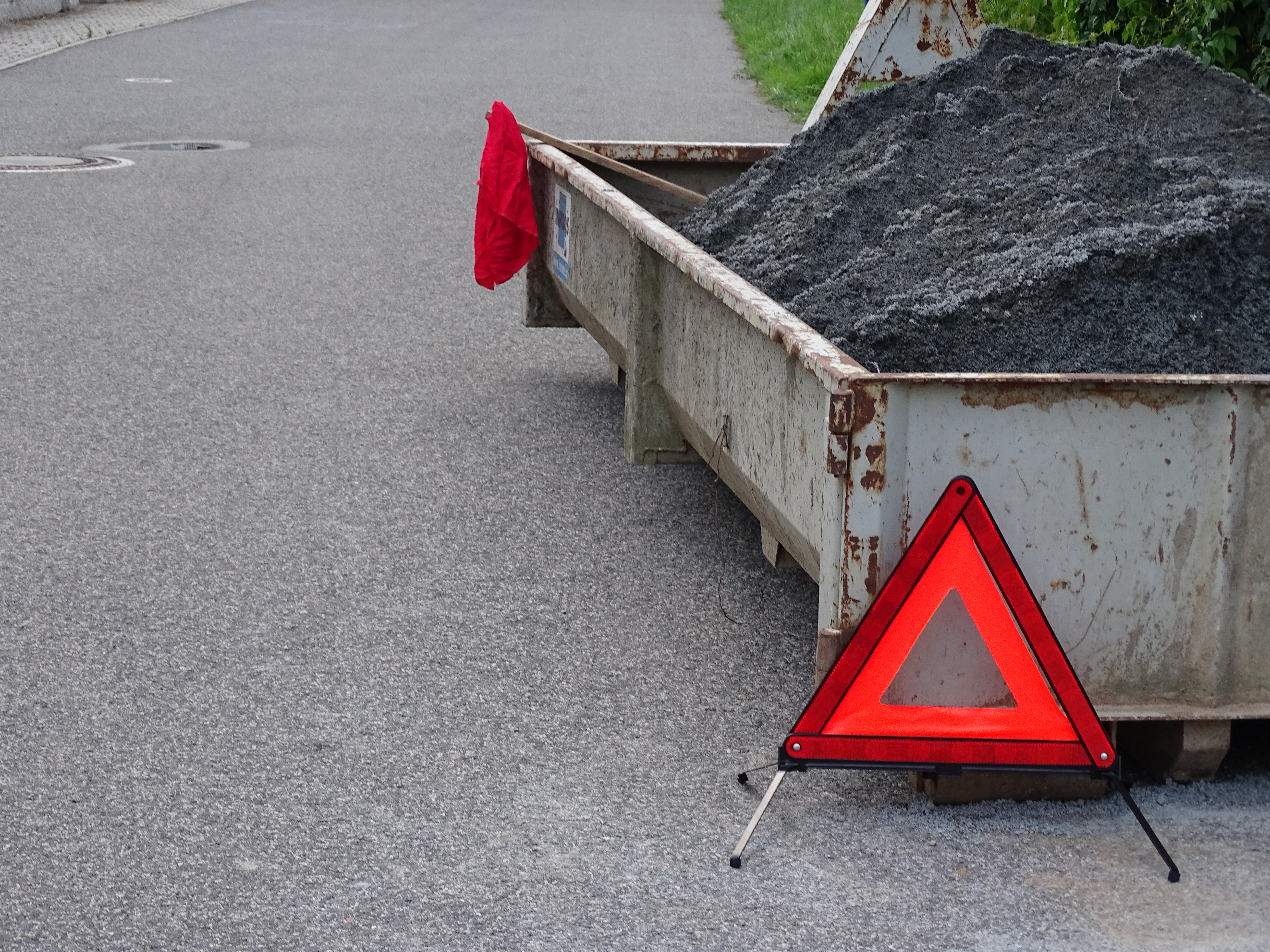
Označení překážky ve vozovce

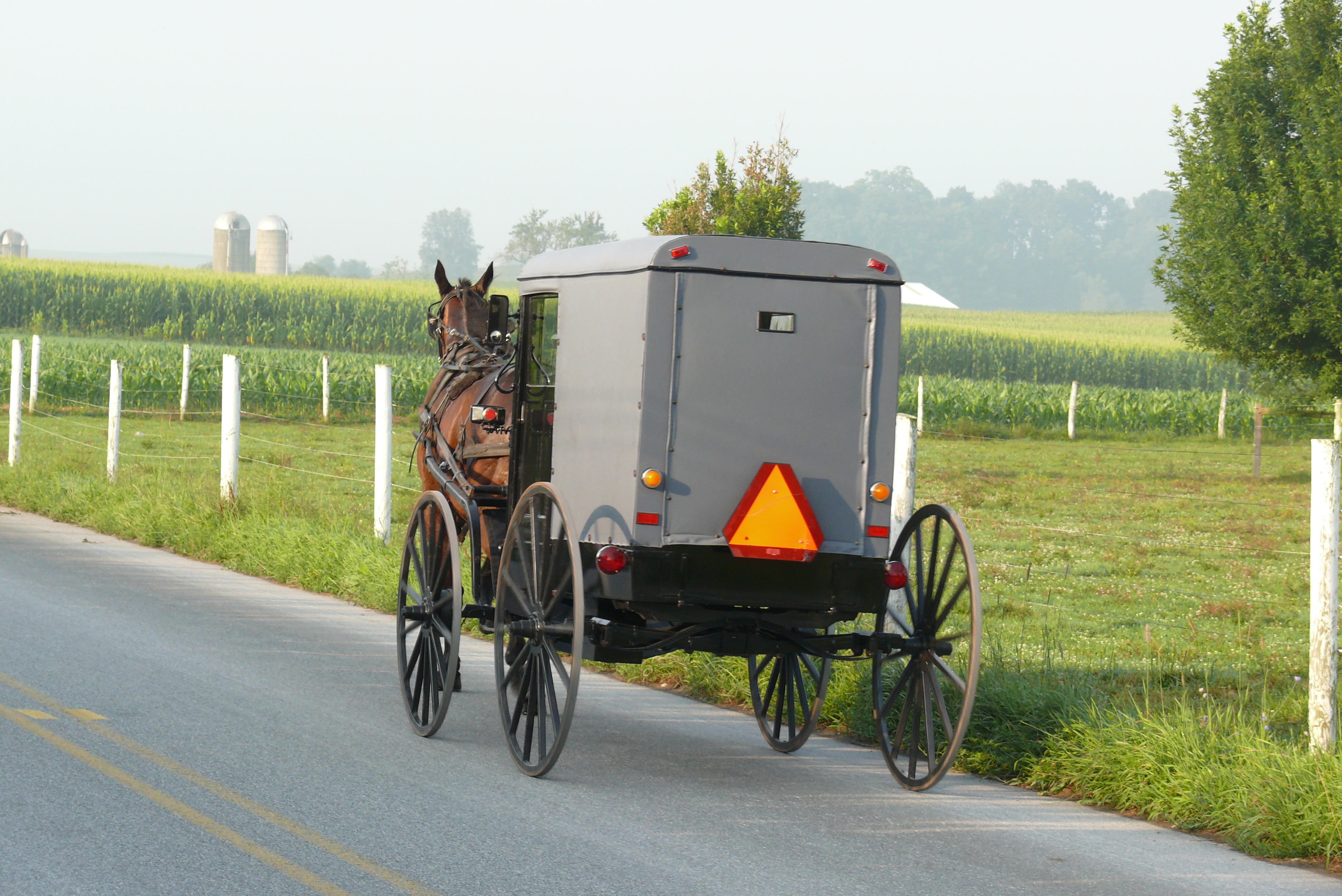
Výstražným trojúhelníkem jsou povinně označena potahová vozidla Amišů

Výstražný trojúhelník je návěstní pomůcka, která je součástí povinné výbavy motorového vozidla. Slouží k zajištění bezpečnosti provozu tím, že se umisťuje na vozovku, aby signalizoval přítomnost vozidla, které po dobu nouzového stání tvoří překážku silničního provozu. Výstražný trojúhelník musí být použit také k označení vlečeného motorového vozidla. V některých zemích se používá též například k označení potahových vozidel, pracovních míst na komunikaci a podobně.

## Povinná výbava
V České republice podle bodu 7 části B) přílohy č. 12 vyhlášky ministerstva dopravy č. 341/2014 Sb. musí být výstražným trojúhelníkem vybavena všechna motorová vozidla s výjimkou vozidel kategorie L, jednonápravových traktorů s přívěsem, speciálních nosičů pracovních adaptérů, motorových vozíků a vozidel o celkové šířce menší než 1 metr. Pro vojenská motorová vozidla s výjimkou dvoukolových vojenských vozidel předepisuje vybavení přenosným výstražným trojúhelníkem § 24 vyhlášky ministerstva obrany č. 274/1999 Sb., kterou se stanoví druhy a kategorie vojenských vozidel, schvalování jejich technické způsobilosti, provádění technických prohlídek vojenských vozidel a zkoušek technických zařízení vojenských vozidel. § 75 zákona č. 56/2001 Sb., o podmínkách provozu vozidel na pozemních komunikacích, definuje výstražný trojúhelník jako součást výbavy vozidla.

## Provedení a homologace
Požadavky na rozměry, tvar a hrubost povrchu, kolorimetrické a fotometrické požadavky na namontované odrazky nebo fluorescenční materiál, postup homologace a způsob označení homologovaných výstražných trojúhelníků, rozsah a postup zkoušek, postupy pro řízení a kontrolu shodnosti výroby, postup odběru a hodnocení vzorků, postihy při nedodržení shodnosti stanoví předpis EHK č. 27, který je přílohou č. 26 Dohody EHK/OSN o přijetí jednotných technických pravidel pro kolová vozidla, zařízení a části, které se mohou montovat a/nebo užívat na kolových vozidlech a o podmínkách pro vzájemné uznávání schválení udělených na základě těchto pravidel, uzavřené v Ženevě dne 20. března 1958, doplněné dohodou z 16. října 1995. (Dohoda byla v Československu zveřejněna vyhláškou ministra zahraničních věcí č. 176/1960 Sb.). President Československa podepsal listinu o přístupu Československa k Dohodě s výhradou dne 30. března 1960, pro Československou socialistickou republiku tak vstoupila v platnost dnem 11. července 1960, sjednané změny pak byly vyhlášeny sdělení Ministerstva zahraničních věcí ČR pod číslem 42/1996 Sb. Vlastní technické předpisy, které jsou přílohami dohody, však v československé a české Sbírce zákonů zveřejněny nebyly.
Motiv červeného okraje rovnostranného trojúhelníku stojícího na podstavě koresponduje s provedením výstražných dopravních značek, které byly v českých zemích zavedeny podle německého vzoru vládním nařízením č. 242/1939 Sb. vlády Protektorátu Čechy a Morava s účinností od 1. listopadu 1939 (předtím byly výstražné dopravní značky modrobílé). Trojúhelníkový tvar výstražných značek s vrcholem nahoru doporučil již 4. mezinárodní silniční kongres v Seville roku 1923.
Velikost strany trojúhelníku bývá kolem 45 cm, cena skládacího přenosného výstražného trojúhelníku se v České republice pohybuje cca od 70 Kč až po několik set Kč.

## Použití
Použití výstražného trojúhelníku v České republice upravuje § 26 odst. 3 zákona č. 361/2000 Sb., o provozu na pozemních komunikacích, v rámci pravidel provozu na pozemních komunikacích. Podle něj řidič vozidla, které je trojúhelníkem povinně vybaveno, jej musí užít po dobu nouzového stání, například při přerušení jízdy pro závadu na vozidle nebo nákladu, v důsledku dopravní nehody nebo pro náhlou nevolnost, jestliže takové vozidlo tvoří překážku provozu na pozemních komunikacích. Trojúhelník musí umístit na okraj vozovky tak, aby byl pro přijíždějící řidiče včas a zřetelně viditelný, a to ve vzdálenosti nejméně 50 m, na dálnici nejméně 100 m za vozidlem. V obci může být tato vzdálenost, vyžadují-li to okolnosti, kratší. Je-li motorové vozidlo vybaveno výstražným světelným zařízením, musí ho řidič užít nejméně po dobu, než výstražný trojúhelník umístí na vozovce. Na ustanovení odkazuje též pasáž o zákazu zastavení a stání v ustanoveních o provozu na dálnici (§ 36) a § 45 pojednávající o překážkách provozu na pozemních komunikacích.
Další použití zmiňuje § 34 odst. 8 téhož zákona, podle něhož vlečené vozidlo musí být zezadu viditelně označeno výstražným trojúhelníkem, například za sklem nebo na zadním čele korby.
Seznámení se základními úkony na místě dopravní nehody ve vztahu k bezpečnosti provozu na pozemních komunikacích včetně zásad pro používání reflexní vesty, výstražného trojúhelníku a další označení místa dopravní nehody jsou podle § 4 odst. 3 písm. v) vyhlášky ministerstva dopravy a spojů č. 167/2002 Sb., kterou se provádí zákon č. 247/2000 Sb., o získávání a zdokonalování odborné způsobilosti k řízení motorových vozidel, součástí výuky teorie řízení a zásad bezpečné jízdy. Znalost umístění prvků povinné výbavy ve vozidle a způsobu jejich používání včetně praktických dovedností při manipulaci s výstražným trojúhelníkem a jeho správného umístění za vozidlem jsou podle § 5 odst. 2 písm. g) téže vyhlášky součástí výcviku v praktické údržbě vozidla.

## Rizika
Opakovaně bývají publikovány případy, kdy řidič byl sražen jiným vozidlem právě při umisťování výstražného trojúhelníku. Například v červenci 2010 na 45. kilometru dálnice D5 nebo v prosinci 2012 u Hodkovic nad Mohelkou, v únoru 2013 u Neratovic.